# Raza Jaffrey
Raza Jaffrey (Essex; 28 de mayo de 1975) es un actor británico, más conocido por su interpretación del agente Zafar Younis en la serie británica de espionaje Spooks y el papel de Akaash en la obra de teatro Bombay Dreams.

## Biografía
Raza es hijo de un capitán de un barco en Agra, India, su madre nació en Liverpool, vivió durante 10 años en Karachi con su padre. 
Su sobrino es el músico Adam Jaffrey del grupo "The Trailer Trash Tracys".
Estudió en el Colegio Dulwich, más tarde asistió a la Universidad de Mánchester para estudiar Inglés y Drama, antes de entrar al Bristol Old Vic Theatre School.
Salió brevemente con la actriz Preeya Kalidas, sin embargo la relación terminó.
En septiembre de 2007 se casó con la actriz británica Miranda Raison a quien conoció en 2005 en la serie Spooks, la pareja celebró su luna de miel en Aldeburgh Suffolk. En noviembre de 2009, anunciaron que se habían separado.
Desde 2012 sale con la actriz británica Lara Pulver, en 2014 se anunció que la pareja se había comprometido. La pareja finalmente se casó el 27 de diciembre de 2014. En febrero de 2017 la pareja le dio la bienvenida a su primer hijo juntos, Ozias Jaffrey.

## Carrera
La carrera de Raza despegó rápidamente en 2002 cuando protagonizó la obra de teatro de Andrew Lloyd Webber, Bombay Dreams. En 2006, creó Red, un espectáculo de baile donde reúne diferentes estilos de baile como flamenco, salsa, capoeira y el hip-hop, con un DJ arriba del escenario el cual mezclaba la música; el espectáculo se estrenó en el Teatro de Nelson Mandela en Johannesburgo Civic Theatre. Tuvo un reparto internacional, y más de 250 trajes realizados. También ha participado en las obras East Is East, Romeo and Juliet, Cyrano de Bergerac, Fourteen Songs, Two Weddings and a Funeral y en Mamma Mia donde interpreta a Sky.
En 1998, participó en Picking Up the Pieces donde interpretó a Frank y en EastEnders como el señor Dattani. En 2002, obtuvo un papel recurrente en Casualty, y luego en la serie de televisión Dity War. 
En 2004 obtuvo el papel de Zafar Younis en la exitosa serie británica Spooks al final de la tercera temporada, donde interpretó a un agente que es reclutado por su amigo y agente del MI6, Adam Carter (Rupert Penry-Jones) para unirse al MI5. 
En 2008 se unió al elenco de la serie británica Mistresses donde interpretó a Hari Dhillon hasta 2009.
En 2009 al elenco de la película Harry Brown junto a Michael Caine y Emily Mortimer. 
En 2011 apareció en la serie The Cape donde interpretó a Raimonde LeFleur, ese mismo año aparecerá en la serie Smash donde interpretará a Dev, el novio de Karen (Katharine McPhee), quien trabaja en la oficina del alcalde.
En 2012 se unió al elenco de la serie musical norteamericana Smash donde interpretó a Dev Dundaram, el novio de Karen Cartwrigh (Katharine McPhee), hasta el final de la primera temporada luego de que Karen rompiera su compromiso con Dev al enterarse de que este la había engañado.
En febrero de 2013 se anunció que Raza se había unido al elenco de la nueva serie Gothica donde interpretaría al detective de la policía Harker, cuya búsqueda de la verdad se ve amenazada con ser influenciada por la presión política provocada por el hombre más poderoso de la ciudad de Gothica, sin embargo la serie no fue escogida por la cadena ABC para transmitirse.
En 2014 apareció en varios episodios de la serie Once Upon a Time in Wonderland donde interpretó a Taj, el hermano de Rafi y Cyrus.
Apareció como personaje recurrente en la cuarta temporada de la serie Homeland donde interpretó a Aasar Khan, un condecorado teniente coronel al servicio de inteligencia de Pakistán. También apareció como invitado en varios episodios de la tercera temporada de la serie Elementary donde interpretó a Andrew Paek, un hombre que sale con Joan Watson (Lucy Liu), hasta que su personaje es asesinado luego de ser envenenado.
A principios de julio de 2015 se anunció que Raza protagonizaría el drama The Rendezvous donde dará vida a Jake Al-Shadi.
Ese mismo año se unió al elenco principal de la serie médica Code Black donde interpretó al doctor cirujano Neal Hudson, el final de la primera temporada, después de que a principios de junio de 2016 se anunciara que dejaría la serie debido a cambios.
El 30 de marzo de 2017 se anunció que Raza se había unido al elenco de la nueva serie Lost In Space donde dará vida a Victor.

## Filmografía

### Series de televisión
| Año           | Título                            | Personaje               | Notas                             |
| ------------- | --------------------------------- | ----------------------- | --------------------------------- |
| 2019          | Cliffs of Freedom                 | Sunal Demir             |                                   |
| 2019          | The Enemy within                  | Daniel Zain             |                                   |
| 2017-presente | Lost In Space                     | Victor                  | -                                 |
| 2015-2016     | Code Black                        | Dr. Neal Hudson         | 18 episodios                      |
| 2014-2015     | Elementary                        | Andrew Paek             | 4 episodios                       |
| 2014          | Homeland                          | Tte. Cnel. Aasar Khan   | 7 episodios                       |
| 2014          | Law & Order: Special Victims Unit | Abogado                 | episodio "Spring Awakening"       |
| 2014          | Once Upon a Time in Wonderland    | Taj                     | 3 episodios                       |
| 2014          | Death in Paradise                 | Adam Frost              | episodio # 3.4                    |
| 2013          | Gothica                           | Det. John Harker        | -                                 |
| 2012          | Smash                             | Dev Sundaram            | 15 episodios                      |
| 2011          | The Cape                          | Raimonde "Cain" LeFleur | episodio "Tarot"                  |
| 2008-2009     | Mistresses                        | Hari Dhillon            | 12 episodios                      |
| 2004-2007     | Spooks                            | Zafar Younis            | 22 episodios                      |
| 2005          | M.I.T.: Murder Investigation Team | Kareem Dobar            | episodio # 2.1                    |
| 2005          | Life Isn't All Ha Ha Hee Hee      | Krishan                 | -                                 |
| 2002          | Casualty                          | Hakkan Tahsin           | episodio "Denial"                 |
| 1999          | EastEnders                        | Mr. Dattani             | episodio del 10 de agosto de 1999 |
| 1998          | Picking up the Pieces             | Frank                   | episodio # 1.8                    |

### Películas
| Año  | Título               | Personaje        | Notas                                                                             |
| ---- | -------------------- | ---------------- | --------------------------------------------------------------------------------- |
| 2015 | The Rendezvous       | -                | junto a Stana Katic                                                               |
| 2015 | Thunder Run          | Nabil            | junto a Gerard Butler, Matthew McConaughey, Sam Worthington y Brian Presley       |
| 2010 | Accidental Farmer    | Mike             | junto a Ashley Jensen                                                             |
| 2010 | Sex and the City 2   | Butler Guarau    | junto a Sarah Jessica Parker y Kim Cattrall                                       |
| 2009 | Harry Brown          | Padre Bracken    | junto a Michael Caine, Iain Glen y Emily Mortimer                                 |
| 2009 | The Bounty Hunter    | Kamal            | junto a Shivani Ghai                                                              |
| 2008 | Sharpe's Peril       | Lance Naik Singh | junto a Sean Bean y Chucky Venn                                                   |
| 2008 | The Crew             | Keith Thompson   | junto a Stephen Graham, Scot Williams, Rory McCann, Kenny Doughty y Rosie Fellner |
| 2007 | Eastern Promises     | Doctor Aziz      | junto a Viggo Mortensen, Naomi Watts, Armin Mueller-Stahl y Vincent Cassel        |
| 2007 | Sex, the City and Me | Shafi            | junto a Sarah Parish, Ben Miles, Shaun Dingwall y Burn Gorman                     |
| 2006 | Infinite Justice     | Kamal Khan       | junto a Kevin Collins, Jennifer Calvert y Constantine Gregory                     |
| 2004 | Dirty War            | Rashid Dhar      | junto a Dean Ashton y Paul Antony-Barber                                          |

Apariciones
| Año  | Programa                      | Notas                                               |
| ---- | ----------------------------- | --------------------------------------------------- |
| 2009 | Richard & Judy's New Position | episodio del 24 de febrero                          |
| 2008 | The Daily Politics            | presentador - episodio del 10 de diciembre          |
| 2005 | MOBO Awards                   | -                                                   |
| 2005 | Breakfast                     | episodio del 12 de septiembre                       |
| 2005 | Derren Brown: The Gathering   | -                                                   |
| 2002 | The Royal Variety Performance | -                                                   |
| 2002 | Liquid News                   | episodio del 20 de junio                            |
| 2002 | BBC News at Ten O'Clock       | episodio del 19 de junio                            |
| 2002 | Omnibus                       | episodio "Spotlights & Saris: Making Bombay Dreams" |
| 2002 | A Week in the West End        | episodio # 1.5                                      |

Teatro
| Año       | Obra                    | Personaje   | Director      | Teatro          | Notas                                                   |
| --------- | ----------------------- | ----------- | ------------- | --------------- | ------------------------------------------------------- |
| 2012      | Chicago                 | Billy Flynn | Walter Bobbie | Garrick Theater | junto a Sarah Stotaert, James Doherty y Rachel McDowall |
| 2004-2005 | Bombay Dreams (musical) | Akaash      | -             | -               | realizó 284 apariciones                                 |
| 2004      | Victory?                | Ahmed       | -             | -               | junto a Juliette Caton y Bertie Carvel                  |